# Christina Schollin

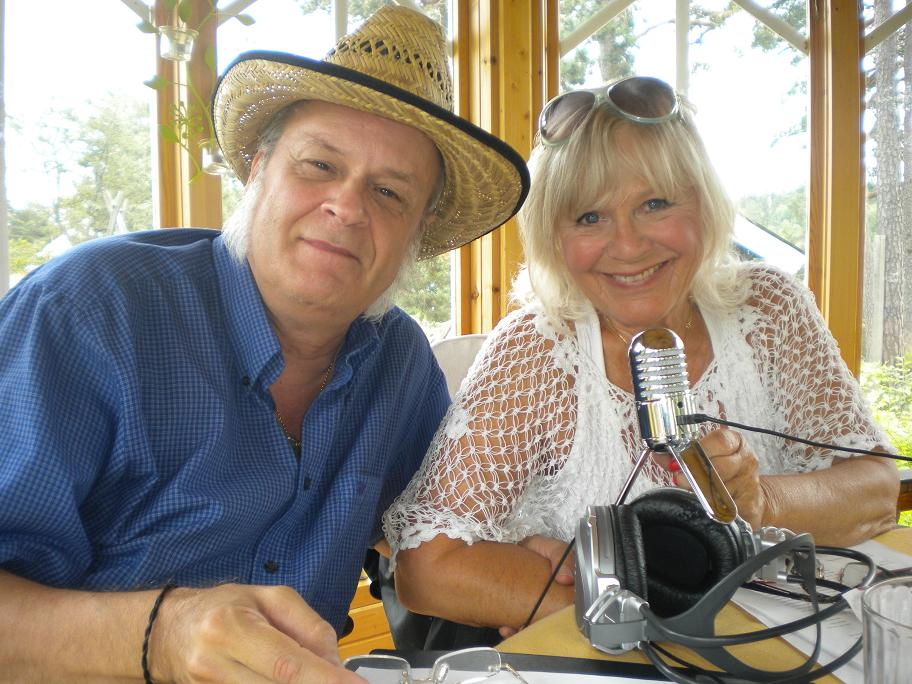
Trabajando con el director Lars Jacob en 2012

Christina Alma Elisabeth Schollin-Wahlgren (Estocolmo, 26 de diciembre de 1937) es una actriz sueca. Interpretó a Birgitta Wästberg en la serie Tre kronor, a Anna en Dear John, a Therese Berg en la película Song of Norway y a Lydia Ekdahl en la película Fanny och Alexander.

## Biografía
Es hija de Gustaf Schollin y Henny Schollin. 
Es sobrina del compositor sueco Knut Brodin y prima de la actriz sueca Helena Brodin.
El 22 de diciembre de 1962 se casó con el actor sueco Hans Wahlgren, la pareja tiene cuatro hijos: el banquero Peter Wahlgren (1963-), el actor Niclas Wahlgren (8 de julio de 1965), la actriz Pernilla Wahlgren (24 de diciembre de 1967-) y el actor Linus Wahlgren (10 de septiembre de 1976-).
Tiene nueve nietos: el DJ sueco Oliver Ingrosso, el compositor Benjamin Wahlgren Ingrosso, la cantante Bianca Wahlgren Ingrosso, Tim Wahlgren, Kit Wahlgren, Theodor "Theo" Wahlgren, Colin Wahlgren, Love Linn Wahlgren y Hugo Wahlgren.

## Carrera
En 1964 se unió al elenco principal de la película sueca Dear John (en sueco: "Käre John") donde interpretó a Anna, la película fue conocida por sus escenas nudistas, algo inusual para la época.
En 1970 apareció en la película Song of Norway donde interpretó a Therese Berg, en la película Christina interpretó la canción "John Heggerstrom".
En 1982 se unió al elenco de la película sueca Fanny och Alexander donde dio vida a Lydia Ekdahl, la esposa de Carl Ekdahl (Börje Ahlstedt) quienes viven en la mansión Ekdahl.
En 1994 se unió al elenco principal de la serie Tre kronor donde dio vida a Birgitta Wästberg hasta el final de la serie en 1999.
En 1999 apareció en un comercial para la televisión de "Försäkringskassan" junto al músico nigeriano-sueco Dr. Alban.
Ese mismo año dobló la versión sueca de la película animada Babar, King of Elephants.
En el 2005 apareció en un comercial televisivo para "ICA".
En 2011 apareció como invitada en el noveno episodio de la primera temporada de la exitosa serie sueca Bron donde dio vida a Elsa.

## Filmografía[3]

### Series de televisión
| Año         | Título     | Personaje         | Notas          |
| ----------- | ---------- | ----------------- | -------------- |
| 2011        | Bron       | Elsa              | episodio # 1.9 |
| 1994 - 1999 | Tre kronor | Birgitta Wästberg | 123 episodios  |

### Películas
| Año  | Título              | Personaje       | Notas |
| ---- | ------------------- | --------------- | --- |
| 1982 | Fanny och Alexander | Lydia Ekdahl    | junto a Kristina Adolphson, Bertil Guve, Börje Ahlstedt, Pernilla Allwin, Kristian Almgren, Carl Billquist y Pernilla Wahlgren |
| 1970 | Song of Norway      | Therese Berg    | junto a Toralv Maurstad, Florence Henderson, Frank Porretta, Oskar Homolka, Robert Morley y Edward G. Robinson                 |
| 1966 | Ormen               | Iréne Sandström | junto a Harriet Andersson, Morgan Andersson, Eddie Axberg, Hans Bendrik y Gudrun Brost                                         |
| 1964 | Dear John           | Anna            | junto a Jarl Kulle, Helena Nilsson, Erik Hell, Emy Storm, Morgan Anderson, Synnøve Liljebæck, Hans Wigren y Håkan Serner       |

### Teatro
| Año  | Título      | Personaje  | Director | Teatro                 | Notas |
| ---- | ----------- | ---------- | -------- | ---------------------- | ----- |
| 1962 | Spöksonaten | Miss Adèle | -        | Swedish Radio Theatre  | -     |
| 1961 | Kattorna    | -          | -        | Royal Dramatic Theatre | -     |

## Premios y nominaciones
| Año  | Categoría                    | Premio                           | Película  | Resultado |
| ---- | ---------------------------- | -------------------------------- | --------- | --------- |
| 1989 | Best TV Personality - Female | TV Prize                         | -         | Ganó      |
| 1966 | Best Actress                 | Guldbagge Award                  | Ormen     | Ganó      |
| 1965 | Best Actress                 | FIPRESCI Prize - Special Mention | Dear John | Ganó      |